# Uralski Okręg Przemysłowy
Uralski Okręg Przemysłowy – mieści się na terenie Uralskiego Okręgu Federalnego.
Obejmuje miasta Ufa, Perm, Orsk, Czelabińsk, Magnitogorsk, Niżny Tagił oraz Bieriezniki.
W UOP-ie wydobywa się rudy żelaza i miedzi, cynku, ołowiu, złota, srebra, platyny, węgla brunatnego, boksytów oraz sól kamienną i potasową.
Główne gałęzie przemysłu to: hutnictwo żelaza, stali, miedzi, aluminium, cynku, ołowiu, niklu, przemysł elektromaszynowy (urządzenia górnicze, hutnicze, koparki, środki transportu), chemiczny (nawozów sztucznych, siarkowy), celulozowo-papierniczy, lekki oraz spożywczy.